# Al-Asharah
Al-Asharah (tiếng Ả Rập: العشارة, cũng đánh vần al-Ashareh hoặc Esharah) là một thị trấn ở miền đông Syria, thuộc chính quyền của Tỉnh Deir ez-Zor, nằm dọc theo sông Euphrates, phía nam Deir ez-Zor. Các địa phương gần đó bao gồm al-Quriyah ở phía đông bắc, Makhan và Mayadin ở phía bắc, Suwaydan Jazirah ở phía đông nam và Dablan ở phía nam. Theo Cục Thống kê Trung ương Syria, al-Asharah có dân số 17.537 trong cuộc điều tra dân số năm 2004. Đây là ghế hành chính của một nahiyah ("cấp dưới") bao gồm bảy địa phương với tổng dân số 96.001 trong năm 2004. Al-Asharah là địa phương lớn thứ ba trong nahiyah. Cư dân của nó chủ yếu là người Hồi giáo Sunni. Từ các bộ lạc Ả Rập của Tayy Al-Rahabi và Al Uqaydat.

Al-Asharah là trung tâm hành chính của Nahiya al-Asharah của quận Mayadin.

## Lịch sử
Al-Asharah được xây dựng trên địa điểm của khu định cư cổ đại Aramean - Assyrian của Terqa. Một tấm bia có niên đại 886 trước Công nguyên vinh danh chiến thắng của vua Assyria Tukulti-Ninurta II trước Arameans đã được tìm thấy ở al-Asharah. Tấm bia hiện được đặt tại Bảo tàng Quốc gia Aleppo. Terqa là thủ đô của vương quốc Khana của Assana và tiếp tục phát triển cho đến cuối thời đại đồ đồng khi sự suy tàn của nó bắt đầu. Các cuộc khai quật ở al-Asharah đã tiết lộ bằng chứng cho thấy Terqa chứa các tổ chức đô thị và cư dân của nó đã khai thác đất của khu vực này vì lợi ích kinh tế.
Vào giữa thế kỷ 19, Hiệp hội Địa lý Bombay đã lưu ý rằng al-Asharah là một "thị trấn nhỏ" bao gồm một nhóm các túp lều Ả Rập không có tổ chức và một dân số có truyền thống cho rằng nơi này là cổ xưa. Từ khoảng thời gian đó cho đến khi giải thể Đế chế Ottoman năm 1917, al-Asharah đóng vai trò là trung tâm của một kaza ("quận"), mang tên của nó, đó là một phần của Sanjak lớn hơn của tỉnh Zor. Kaza có hai nawahi: al-Asharah và al-Busayrah.
Năm 1920, một cuộc họp giữa các quan chức và sĩ quan của Quân đội Sharifian và Vương quốc Syria non trẻ đã được tổ chức tại al-Asharah và được tổ chức bởi Tiểu vương quốc Faisal. Có các cuộc đàm phán về biên giới giữa Syria và Iraq đã được thảo luận và kết luận rằng Abu Kamal sẽ vẫn là một phần của tỉnh Deir ez-Zor của Syria.
Đầu những năm 1960, al-Asharah được mô tả là một ngôi làng nhỏ được xây dựng trên một gò đất nhân tạo nơi Terqa đứng.
Trong thành phố nội chiến Syria đã bị ISIL chiếm đóng cho đến khi quân đội Syria chiếm được thị trấn vào ngày 27 tháng 11 năm 2017.